# Dzhuluite
La dzhuluite (simbolo IMA: Dzl) è un minerale e un ossido molto raro del supergruppo del granato e del gruppo della bitikleite con la composizione terminale degli arti Ca3SbSnFe3O12.

## Etimologia e storia
Già negli anni '70, i granati di stagno, tra cui la dzhuluite, sono stati sintetizzati e studiati per le loro proprietà magnetiche.
In natura, la dzhuluite è stata descritta in una pubblicazione scientifica ed è stata inizialmente riconosciuta come un nuovo minerale dall'Associazione Mineralogica Internazionale (IMA) nel 2010 con il nome di bitikleite-(SnFe). Prende il nome dalla storica fortezza di Bitikle, che si trovava non lontano dal luogo della scoperta. Nel 2013, quando il supergruppo dei granati è stato riorganizzato, il minerale è stato ribattezzato dzhuluite, dal nome della montagna Dzhulu vicino al sito.

## Classificazione
Poiché la dzhuluite è stata riconosciuta come minerale indipendente solo nel 2010, non è ancora elencata nell'ottava edizione della sistematica dei minerali secondo Strunz, che è stata rivista l'ultima volta nel 1977.
La nona edizione della sistematica dei minerali secondo Strunz, valida dal 2001, non elenca la dzhuluite. Sebbene la dzhuluite non sia un silicato, sarebbe, come la katoite, collocata nel "gruppo del granato" con il sistema nº 9.AD.25 nella classe "9. Silicati (germanati)" e da lì nella sottoclasse "9.A Nesosilicati"; questa è ulteriormente suddivisa in base alla struttura del minerale in modo tale da trovarlo nella sezione "9.AD Nesosilicati senza anioni aggiuntivi; cationi in coordinazione [6] e/o maggiore".
L'attuale classificazione dell'Associazione Mineralogica Internazionale (IMA) include la dzhuluite nel supergruppo granato, dove forma il gruppo della bitikleite con 9 cariche positive sulla posizione reticolare coordinata tetraedrica insieme a bitikleite, usturite ed elbrusite.
Nella Sistematica dei lapis (Lapis-Systematik) di Stefan Weiß, che è stata rivista l'ultima volta nel 2018 e si basa formalmente sulla 8ª edizione della sistematica di Strunz, al minerale è stato assegnato il numero di sistema e minerale IV/A.07-060. Ciò corrisponde alla classe degli "ossidi e idrossidi" e quindi al dipartimento "ossidi con rapporto metallo: ossigeno = 1:1 e 2:1 (M2O, MO)", dove la dzhuluite è elencata insieme a brownmillerite, srebrodolskite, shulamitite, tululite, fluormayenite, clormayenite, fluorkyuygenite, clorkyuygenite, bitikleite, usturite ed elbrusite, con le quali forma il gruppo senza nome con il numero di sistema nº IV/A.7.

## Abito cristallino
La dzhuluite cristallizza nel sistema cubico nel gruppo spaziale Ia3d (gruppo nº 230) con 8 unità di formula per cella unitaria. L'elemento finale sintetico ha il parametro reticolare a = 12,634 Å; il cristallo misto naturale dalla località tipo invece possiede parametro a = 12,536 Å.
La struttura è quella del granato. Il calcio (Ca2+) occupa le posizioni X, che sono dodecaedriche circondate da 8 ossigeni, antimonio (Sb5+) e stagno (Sn2+), la posizione Y, che è ottaedrica circondata da 6 ossigeni, e la posizione Z, che è tetraedrica circondata da 4 ossigeni, è occupata dal ferro (Fe3+).

## Chimica
La dzhuluite è l'analogo della bitikleite con il ferro (Fe3+) al posto dell'alluminio e forma cristalli misti complessi, principalmente con bitikleite ed elbrusite. La composizione empirica della località tipo è:
{\displaystyle \mathrm {^{[X]}(Ca_{2,954}Fe_{0,043}^{2+}Mg_{0,003})\,^{[Y]}(Sn_{0,850}^{4+}Sb_{0,764}^{5+}Zr_{0,121}^{4+}U_{0,127}^{6+}Ti_{0,070}^{4+}Sc_{0,009}^{3+}Nb_{0,058}^{5+}Hf_{0,001})\,^{[Z]}(Fe_{2,051}^{3+}Al_{0,653}Ti_{0,087}^{4+}Fe_{0,182}^{2+}Si_{0,028})} }

## Origine e giacitura
La dzhuluite è stato rinvenuta solo nella sua località tipo, uno xenolite di silicato di calcio proveniente da un'ignimbrite del Monte Lakargi, nella caldera di Chegem nella repubblica caucasica settentrionale di Cabardino-Balcaria in Russia. Si è formato qui metamorficamente per contatto nella facies a sanidino a temperature superiori a 800 °C e a bassa pressione in skarn di silicato di calcio al contatto con l'ignimbrite. La dzhuluite si trova qui associata a kumtyubeite, cuspidina, fluorchegemite, larnite, fluorite, wadalite, rondorfite, hydroxylellestadite, perovskite, lakargiite, kerimasite, elbrusite, srebrodolskite, bultfonteinite, minerali del gruppo dell'ettringite, hillebrandite, afwillite, minerali simili alla tobermorite, idrocalumite e idrogrossularia.

## Forma in cui si presenta in natura
La dzhuluite è stata scoperta sotto forma di cristalli di dimensione inferiore a 15 µm.